# Miss Rio Grande do Norte 2014
Miss Rio Grande do Norte 2014 foi a 58ª edição do tradicional concurso de beleza feminina do Estado, válido para o certame nacional de Miss Brasil 2014, único caminho para o Miss Universo. O concurso contou com a participação de vinte e cinco (25) candidatas em busca do título que pertencia à capixaba - representante de Parnamirim - e Miss Brasil Internacional 2013, Cristina Alves, vencedora do título no ano passado. O concurso se realizou no dia 31 de Julho no espaço de eventos Vila Hall, Natal e teve como vitoriosa a Miss São Gonçalo do Amarante, Deise Benício.

## Resultados

### Colocações
| Posição                 | Município e Candidata |
| Vencedora               | - São Gonçalo do Amarante - Deise Benício |
| 2º. Lugar               | - Jardim do Seridó - Letícia Cunha |
| 3º. Lugar               | - Natal - Isabella Cecchi |
| 4º. Lugar               | - Santo Antônio - Geovânia Campêlo |
| 5º. Lugar               | - Mossoró - Raquel Silva |
| (TOP 15) Semifinalistas | - Caicó - Lyz Souza - Currais Novos - Samara Dantas - Ceará-Mirim - Carol Moreira - Guamaré - Thainah Azevêdo - Macaíba - Caroline Almeida - Macau - Mariana Albuquerque - Monte Alegre - Karen Pequeno - Parnamirim - Daniella Alves - Pureza - Thamara Fernandes - Serrinha dos Pintos - Yara Sampaio |

### Premiações Especiais
- Os prêmios distribuídos pelo concurso neste ano:[2]

| Prêmio         | Município e Candidata           |
| Miss Simpatia  | - Mossoró - Raquel Silva        |
| Miss Elegância | - Currais Novos - Samara Dantas |

## Candidatas
Disputaram o título este ano:
| - Angicos - Beatriz Alves - Apodi - Bárbara Melissa - Areia Branca - Lizandra Fernandes - Caicó - Lyz de Souza - Ceará-Mirim - Carol Moreira - Currais Novos - Samara Dantas - Extremoz - Lara Costa - Guamaré - Thainah Azevedo - Jardim do Seridó - Leticia Cunha | - Macaíba - Caroline Almeida - Macau - Mariana Albuquerque - Martins - Thais Fernandes - Montanhas (Rio Grande do Norte) - Raquelly Silva - Monte Alegre (Rio Grande do Norte) - Karen Pequeno - Mossoró - Raquel Silva - Natal - Isabella Cecchi - Pau dos Ferros - Naieide Batista | - Parnamirim - Daniella Alves - Pureza - Thamara Fernandes - Santa Cruz - Julia Gabriella - Santo Antônio - Geovânia Campelo - São Gonçalo do Amarante - Deise Benício - São José de Mipibú - Ruth Andrade - Serrinha dos Pintos - Iara Sampaio - Tenente Ananias - Dara Oliveira |

## Histórico

### Desistências
- Acari - Katiuska Medeiros
- Jardim de Piranhas - Fernanda Regia
- Jucurutu - Tâmylla Lopes
- Patu - Vanessa Brito
- Pendências - Wellaingny Francielly

## Crossovers
Candidatas em outros concursos:

### Nacional
Miss Terra Brasil
- 2011: Caicó - Lyz Souza (Top 17)
  - (Representando o município de Jardim do Seridó)
- 2011: São Gonçalo do Amarante - Deise Benício
  - (Representando o município de São Rafael)